# Lydia X.Z. Brown
Lydia X.Z. Brown, född 1993 i Washington, D.C., är en amerikansk aktivist för rättigheter för autistiska funktionshinder, författare, advokat och offentlig talare som hedrades av Vita huset 2013. Brown är ordförande för American Bar Association Civil Rights & Social Justice Disability Rights Committee. Brown är också policyrådgivare för integritet och data vid Center for Democracy & Technology, och chef för policy, opinionsbildning och externa frågor vid Autistic Women & Nonbinary Network. Från och med maj 2022 kandiderar Brown till en plats i Maryland House of Delegates, District 7A.

## Biografi

### Studentaktivism
Som student vid Georgetown University från 2011 till 2015 var Brown studentorganisatör för funktionshindrade studenter på campus. Brown tjänstgjorde som den första undersekreteraren för handikappfrågor i Georgetown University Student Association och ingick i planeringskommittén för den första funktionshinderkulturmånaden som  erkändes av universitetet i oktober 2012. Brown skrev och spred en guide för resurser för studenter med funktionshinder, granskade regeringens representanter i handikappfrågor, organiserade en Twitter-chatt med Georgetown-studenter med funktionshinder, och var värd för en föreläsningsserie om rättvisa för funktionshindrade som innehöll samtal med funktionshindrade aktivister, forskare och kulturarbetare som Karen Nakamura, Margaret Price, Leroy F. Moore Jr., Kassiane Asasumasu, Stephanie Kerschbaum och Shain M. Neumeier.
Hösten 2012 utformade Brown ett förslag för och organiserade en planeringskommitté med mer än 20 universitetsmedlemmar för att kämpa för att ett kulturcentrum för funktionshinder skulle skapas på campus. Planeringskommitténs rekommendationer, i kombination med en onlinekampanj kallad #BeingDisabledAtGeorgetown (#BDGU) under 2014, bidrog till att Disability Studies Minor Working Group inrättade ett Disability Studies Course Cluster hösten 2015. Två år senare godkände Georgetown University en tjänst för funktionshindersstudier. Det ledde också till skapandet av en särskild fond för teckenspråkstolkning och bildtextning i realtid, och skapandet av en dedicerad post som samordnare för tillgänglighet.  Något kulturcentrum för funktionshindrade hade dock ännu inte etablerats i maj 2022.
Som forskare inom juridik vid Northeastern University School of Law, bidrog Brown till att grunda Disability Justice Caucus.

### Funktionshindersaktivism
Brown har själv sagt att hen har "börjat med sin aktivism av en slump". Browns erfarenhet av att samla in mer än 1 200 dollar till en ideell organisation för medvetenhet om autism och sedan återbetala pengar till givare efter upptäckten av "beteende som var mot organisationens uttalade uppdrag" ledde hen till att söka upp och senare arbeta med Autistic Self Advocacy Network. I Massachusetts skrev och utformade Brown år 2010 förslag till lagstiftning om utbildning om autism och utvecklingsstörning för brottsbekämpande poliser och kriminalvårdare, och har fortsatt att lobba för att lagförslaget ska antas.
År 2011 skrev Brown en petition där hen krävde förändringar i skoldistriktets policy i Mercer County, Kentucky efter att ha sett en incident på lokala nyheter där Christopher Baker, en nioårig autistisk student, straffades genom att placeras i en stor väska. Uppropet fick över 200 000 underskrifter och uppmärksamhet i massmedia.
År 2013 var Brown medarrangör av en protest utanför U.S. Food and Drug Administration White Oak Campus i Maryland mot Judge Rotenberg Center, som är känd för användning av aversiver som en form av beteendepåverkan på personer med utvecklingsstörning, däribland många autister. Senare, 2014, vittnade Brown mot Judge Rotenberg Centers användning av elektroterapi vid en rådgivande panelutfrågning för Food and Drug Administration. Före utfrågningen lämnade Brown ett skriftligt vittnesmål på uppdrag av TASH New England där hen hävdade att elektroterapi borde förbjudas som en ineffektiv och farlig form av behandling. Brown har ett levande arkiv med dokument och andra resurser relaterade till Judge Rotenberg Educational Center på sin webbplats.
Under sin tid på college var Brown med och grundade Washington Metro Disabled Students Collective.
Brown var huvudredaktör för All the Weight of Our Dreams, en antologi om konst och författarskap av färgade autistiska personer som publicerades av Autistic Women & Nonbinary Network i juni 2017.
År 2020 stödde Brown FDA:s förbud mot elektroterapi vid Judge Rotenberg Center och sade att  överlevande från denna tortyrmetod borde få skadestånd.

### Karriär
Brown är en före detta Patricia Morrissey Disability Policy Fellow vid Institute for Educational Leadership. Brown har varit policyanalytiker för Autistic Self Advocacy Network sedan 2015.
Brown var ordförande för Massachusetts Developmental Disabilities Council från 2015-2017, den yngsta utnämnde ordföranden för något statligt utvecklingshandikappråd i USA.
Som doktorand var Brown 2018–2019 Justice Catalyst Legal Fellow vid Judge David L. Bazelon Center for Mental Health Law.
Brown har föreläst om neurodiversitet; kopplingar mellan rättvisa för trans- och queerpersoner samt ; rasrättvisa och funktionshinder; och intersektionalitet vid ett flertal högskolor och universitet, inklusive Yale University, Bellevue College, University of Virginia, Grinnell College, College of William & Mary, och Vanderbilt University som del av konferensen om inkluderande astronomi. 2015 höll Brown huvudtalet vid Students of Color Conference som hölls i Yakima, Washington, och 2016 höll Brown huvudtalet vid Queer I Am Leadership Symposium som hölls på South Puget Sound Community College.
Brown har tidigare varit  gästföreläsare vid Tufts Universitys Experimental College,  adjungerad lektor i funktionshinderstudier vid Georgetown University och adjungerad professor i amerikanska studier vid American Universitys avdelning för kritiska ras-, genus- och kulturstudier på Bellevue College.

## Hedersbetygelser
Brown fick 2013 erkännandet Champions of Change från Vita huset till minne av 23-årsdagen av Americans With Disabilities Act.
Washington Peace Center tilldelade år 2014 Brown Empowering the Future Youth Activist Award för hens arbete med Washington Metro Disabled Students Collective och Autistic Self Advocacy Network.
År 2015 utsågs Brown till Top Thinker Under 30 in the Social Sciences av Pacific Standard och var med på Mics invigningslista över "nästa generation av slagkraftiga ledare, kulturella påverkare och banbrytande innovatörer."
År 2018 tilldelades Brown National Association for Law Placement Pro Bono Publico Award, som varje år delas ut till en juridikstudent i USA som ger betydande bidrag till underprivilegierade människor genom pro bono-tjänster.

## Verk (urval)
- All the Weight of Our Dreams: On Living Racialized Autism. ed. Lydia X. Z. Brown, E. Ashkenazy, & Morénike Giwa Onaiwu (2017)[45]
- "Autism Isn't Speaking: Autistic Subversion in Media & Public Policy", Barriers and Belonging: Personal Narratives of Disability.. ed. Michelle Jarman, Leila Monaghan, & Alison Quaggin Harkin (2017)[46]
- "'You Don't Feel Like A Freak Anymore': Representing Disability, Madness, and Trauma in Litchfield Penitentiary", Feminist Perspectives on Orange Is The New Black: Thirteen Critical Essays. ed. April Kalogeropoulos Householder & Adrienne Trier-Bieniek (2016)
- "How Not To Plan Disability Conferences", QDA: A Queer Disability Anthology. red. Raymond Luczak (2015)
- "Compliance is Unreasonable: The Human Rights Implications of Compliance-Based Behavioral Interventions under the Convention Against Torture and the Convention on the Rights of Persons with Disabilities", Torture in Healthcare Settings: Reflections on the Special Rapporteur on Torture’s 2013 Thematic Report red. Center for Human Rights & Humanitarian Law (2014)[47]
- "Disability in an Ableist World" i Criptiques red. Caitlin Wood (2014)